# Gabarnac
Gabarnac – miejscowość i gmina we Francji, w regionie Nowa Akwitania, w departamencie Żyronda.
Według danych na rok 1990 gminę zamieszkiwały 273 osoby, a gęstość zaludnienia wynosiła 52 osób/km² (wśród 2290 gmin Akwitanii Gabarnac plasuje się na 906. miejscu pod względem liczby ludności, natomiast pod względem powierzchni na miejscu 1412.).